# Victoire Thivisol
Victoire Thivisol (ur. 6 lipca 1991) – francuska aktorka filmowa.
Zdobyła uznanie za rolę dziecka borykającego się ze śmiercią matki w filmie Ponette (1996). Kreacja przyniosła jej Puchar Volpiego dla najlepszej aktorki na 54. MFF w Wenecji. Reżyser Jacques Doillon odkrył ją i powierzył jej tytułową rolę Ponette, kiedy Thivisol miała zaledwie cztery lata.
Po sukcesie filmu Thivisol wystąpiła jeszcze dwukrotnie w rolach córek Juliette Binoche - w obrazach Dzieci wieku (1999) i Czekolada (2000). Jako nastolatka zagrała główną rolę w filmie Les grands s'allongent par terre (2008), którego scenariusz został specjalnie dla niej skoncentrowany na jej postaci. Po filmie jednak Thivisol nie kontynuowała kariery filmowej.

## Filmografia

### Aktorka
- 2008: Les grands s'allongent par terre jako Gena
- 2000: Czekolada (Chocolat) jako Anouk
- 1999: Dzieci wieku (Les enfants du siècle) jako Solange
- 1996: Ponette jako Ponette